# Vuthy Heng
Vuthy Heng (ur. 5 listopada 1993) – kambodżański zapaśnik walczący przeważnie w stylu wolnym. Zajął trzynaste miejsce na igrzyskach Azjatyckich w 2018 i czternaste w 2022. Jedenasty na mistrzostwach Azji w 2017. Złoty medalista igrzysk Azji Południowo-Wschodniej w 2023; brązowy w 2021. Pierwszy na mistrzostwach Azji Południowo-Wschodniej w 2025; drugi w 2023 i trzeci w 2022 roku.